# Granica jordańsko-saudyjska
Granica jordańsko-saudyjska – granica międzypaństwowa dzieląca terytoria Jordanii i Arabii Saudyjskiej o długości 728 kilometrów.

## Przebieg granicy
Początek granicy znajduje się na wybrzeżu Zatoki Akaba (Morze Czerwone) na południe od miasta Akaba.
Następnie biegnie prostym odcinkiem w kierunku wschodnim. Na północ od saudyjskiej miejscowości Halat Ammar przybiera kierunek północno-wschodni i łamanymi odcinkami dochodzi do południka 38°E. Następnie załamuje się i wielkim zygzakiem dochodzi do trójstyku granic Jordanii, Iraku i Arabii Saudyjskiej we wschodniej części Pustyni Syryjskiej.

## Historia
Granica powstała po utworzeniu emiratu Transjordanii (od 1949 roku Jordanii) przez Wielką Brytanię. Sztuczna granica wytyczona została w 1925 roku. W 1965 roku nastąpiła zmiana granicy nad Zatoką Akaba. Jordania zyskała 18 kilometrów wybrzeża, w zamian za inne terytoria przekazane Arabii Saudyjskiej.